# Test Duncana
Test Duncana (ang. Duncan test) – wykorzystywany w statystyce test post hoc. Służy on porównywaniu wszystkich możliwych par średnich arytmetycznych. W przypadku porównywania więcej niż dwóch średnich jest on mniej konserwatywny od testu testu Newmana-Keulsa.